# Нучарово
Нучарово (рос. Нучарово) — село в Росії у складі Ардатовського району Нижньогородської області. Входить до складу Саконської сільської ради.

## Географія
Розташоване за 10,8 км на північний схід від Ардатова на лівому березі річки Нуча.
У самому селі є три невеликих ставка (Барський, Приказчик, Поїський).
Поруч з Барським ставком розташована кам'яна церква, на честь Різдва Пресвятої Богородиці (1820), покинута водонапірна вежа. Недалеко від Поїського ставка розташоване кладовище.
З'єднується дорогою з щебеневим і гравійним покриттям на заході з селом Размазлєй (4,5 км), і дорогою на південному заході з селом Нуча (4,6 км), на північному сході з селом Виползово (3 км), на південному сході з селом Рязадеево (6 км).
Старі назви вулиць - Гатіловка, Довга сторона, Пововка.

## Населення
| 1999 | 2002 | 2010 |
| ---- | ---- | ---- |
| 26   | ↘14  | ↘3   |